# No tinc res més a oferir que sang, esforç, suor i llàgrimes

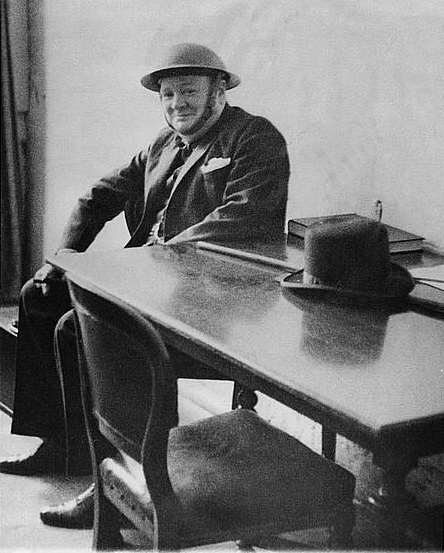
Churchill, protegit amb un casc militar, el 1940

La frase "sang, treball, llàgrimes i suor" es va fer famosa en un discurs pronunciat per Winston Churchill a la Cambra dels Comuns del Parlament del Regne Unit el 13 de maig de 1940. El discurs de vegades es coneix amb aquest nom.
Aquest va ser el primer discurs de Churchill des que es va convertir en primer ministre. Es va fer el 13 de maig de 1940 a la Cambra dels Comuns després d'haver-se ofert el divendres anterior l'encàrrec del Rei, per esdevenir primer ministre del Regne Unit el primer any de la Segona Guerra Mundial. Churchill havia substituït Neville Chamberlain el 10 de maig, i en aquest discurs va demanar a la Cambra que declarés la seva confiança en el seu govern. La moció va ser aprovada per unanimitat.

## Història
Churchill havia utilitzat frases semblants anteriorment, com ara "La seva suor, les seves llàgrimes, la seva sang" el 1931, i "les noves estructures de la vida nacional erigides sobre la sang, la suor i les llàgrimes" el 1939.
La frase de Churchill, "No tinc res a oferir sinó sang, treball, llàgrimes i suor", s'ha anomenat una paràfrasis d'una pronunciada el 2 de juliol de 1849 per Giuseppe Garibaldi quan reunia les seves forces revolucionàries a Roma: "Ofereixo fam, set, força marxes, batalla i mort". De jove, Churchill s'havia plantejat escriure una biografia de Garibaldi. Les circumstàncies en què Garibaldi va pronunciar aquest discurs, amb la República Romana revolucionària aclaparada i Garibaldi que necessitava mantenir la moral de les seves tropes cap a una retirada molt arriscada a través dels Apenins, eren d'alguna manera comparables a la situació de Gran Bretanya amb França. aclaparat per l'ofensiva alemanya.
Theodore Roosevelt va pronunciar una frase semblant a la de Churchill en una adreça al Col·legi de Guerra Naval dels Estats Units el 2 de juny de 1897, després del seu nomenament com a Subsecretari federal de la Marina: "Tots els homes entre nosaltres són més aptes per complir els deures i les responsabilitats de la ciutadania pels perills sobre els quals, en el passat, ha triomfat la nació; per la sang, la suor i les llàgrimes, el treball i l'angoixa, per les quals, en els dies que han passat, els nostres avantpassats van passar a triomfar". La línia de Churchill s'ha anomenat una "citació directa" del discurs de Roosevelt. Churchill, un home amb una mare americana i un soldat entusiasmat, probablement hagués llegit obres de Theodore Roosevelt, que era un historiador militar àmpliament publicat; també és possible que llegeixi el discurs després d'haver estat nomenat Primer Lord de l'Almirallat, un càrrec semblant al de Roosevelt.
Altres versions de la frase són "La [poesia] es forja lentament i dolorosamente, enllaç per enllaç, amb sang, suor i llàgrimes" (Lord Alfred Douglas, 1919), "Sang, suor i milions de llàgrimes" (Lord Byron, 1823), i "... calmar-lo amb les teves llàgrimes, o suor o sang" (John Donne, 1611). En llatí, Ciceró i Livi havien utilitzat la frase "suor i sang".

## Fragments
| « | We are in the preliminary stage of one of the greatest battles in history.... That we are in action at many points—in Norway and in Holland—, that we have to be prepared in the Mediterranean. That the air battle is continuous, and that many preparations have to be made here at home. I would say to the House as I said to those who have joined this government: "I have nothing to offer but blood, toil, tears and sweat". We have before us an ordeal of the most grievous kind. We have before us many, many long months of struggle and of suffering. You ask, what is our policy? I will say: It is to wage war, by sea, land and air, with all our might and with all the strength that God can give us; to wage war against a monstrous tyranny, never surpassed in the dark and lamentable catalogue of human crime. That is our policy. You ask, what is our aim? I can answer in one word: Victory. Victory at all costs—Victory in spite of all terror—Victory, however long and hard the road may be, for without victory there is no survival. | Estem en la fase preliminar d'una de les batalles més grans de la història... Que estem en acció en molts moments —a Noruega i a Holanda—, que hem d'estar preparats al Mediterrani. Que la batalla aèria és contínua, i que s'han de fer molts preparatius aquí a casa. Diria a la Cambra com he dit als qui s'han incorporat a aquest govern: "No tinc res a oferir sinó sang, treball, llàgrimes i suor". Tenim davant nostre un calvari del tipus més greu. Tenim davant nostre molts, molts llargs mesos de lluita i de patiment. Us pregunteu, quina és la nostra política? Diré: És fer la guerra, per mar, terra i aire, amb totes les nostres forces i amb tota la força que Déu ens pot donar; fer la guerra contra una tirania monstruosa, mai superada en el fosc i lamentable catàleg del crim humà. Aquesta és la nostra política. Us pregunteu, quin és el nostre objectiu? Puc respondre amb una paraula: victòria. Victòria a tota costa —Victòria malgrat tot el terror— Victòria, per llarg i dur que sigui el camí, perquè sense victòria no hi ha supervivència. | » |

(Text tal com es dona a l'Hansard)

## Reacció
Churchill no havia estat l'opció preferida de la majoria dels conservadors per succeir a Chamberlain, però la moció del 13 de maig "Que aquesta Cambra acollia la formació d'un govern que representi la decisió unida i inflexible de la nació de processar la guerra amb Alemanya fins a una conclusió victoriosa" va ser aprovat per unanimitat. Havia estat impopular en molts cercles des de la dècada de 1930 i els diputats havien ignorat o interpel·lat els seus discursos denunciant la política d'apaivagament del primer ministre cap a Alemanya; fins i tot altres que s'oposaven a Chamberlain el van evitar. Un historiador ha descrit l'efecte del discurs al Parlament, però, com "electrificant... Encara parlava a la Cambra dels Comuns, però ara estava escoltant i animant". (No obstant això, el mateix Churchill va sostenir posteriorment que molts diputats conservadors encara l'havien considerat amb reserva i no va ser fins al seu discurs del 4 de juliol de 1940 en què va anunciar l'acció britànica contra la flota francesa a Mers-el-Kébir que va poder sentir que tenia tot el suport de tota la Cambra.) Van seguir altres grans discursos, com el discurs "Lluitarem a les platges" del 4 de juny i el discurs "Aquesta va ser la seva millor hora" del 18 de juny, i van ser una gran inspiració i força unificadora. a Gran Bretanya després de les seves derrotes el primer any de la guerra.

## Llegat
El 26 d'abril de 2013, el Banc d'Anglaterra va anunciar que sota un retrat de Churchill hi havia la frase "No tinc res a oferir sinó sang, treball, llàgrimes i suor" adornaria el nou bitllet de 5 lliures. Va ser emès el setembre de 2016.